# Préalpes appenzelloises
Pour les articles homonymes, voir Préalpes.
Les Préalpes appenzelloises sont un massif montagneux situé à l'est des Préalpes suisses dans la partie centrale des Alpes en Suisse. Elles sont à cheval sur les cantons d'Appenzell Rhodes-Extérieures, d'Appenzell Rhodes-Intérieures, de Saint-Gall, de Thurgovie et de Zurich.

## Géographie

### Situation
Les Préalpes appenzelloises sont drainées par le Rhin à l'est, sont traversées en direction du nord-ouest par la Thur (vallée de Toggenburg) et sont baignées par le lac de Walenstadt au sud. Elles sont entourées par les Alpes glaronaises au sud, les Alpes orientales centrales (Rätikon) au sud-est et les Préalpes orientales septentrionales (massif du Bregenzerwald) au nord-est. Elles comprennent entre autres le massif de l'Alpstein, le plus élevé, la chaîne des Churfirsten sur le territoire du canton de Saint-Gall, au sud, et la région montagneuse de Tösstal, à l'ouest.

### Principaux sommets

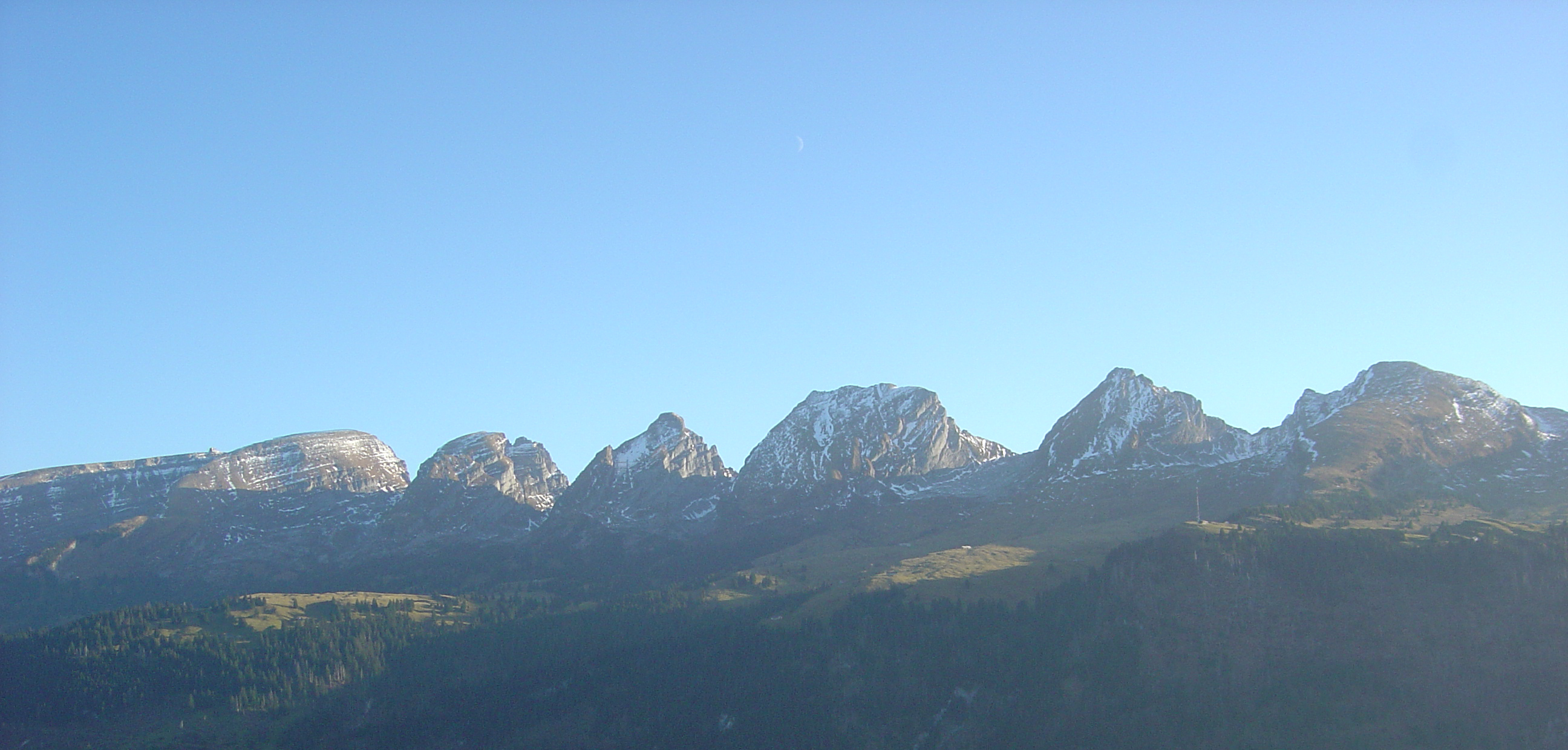
La chaîne des Churfirsten, dans les Préalpes appenzelloises.

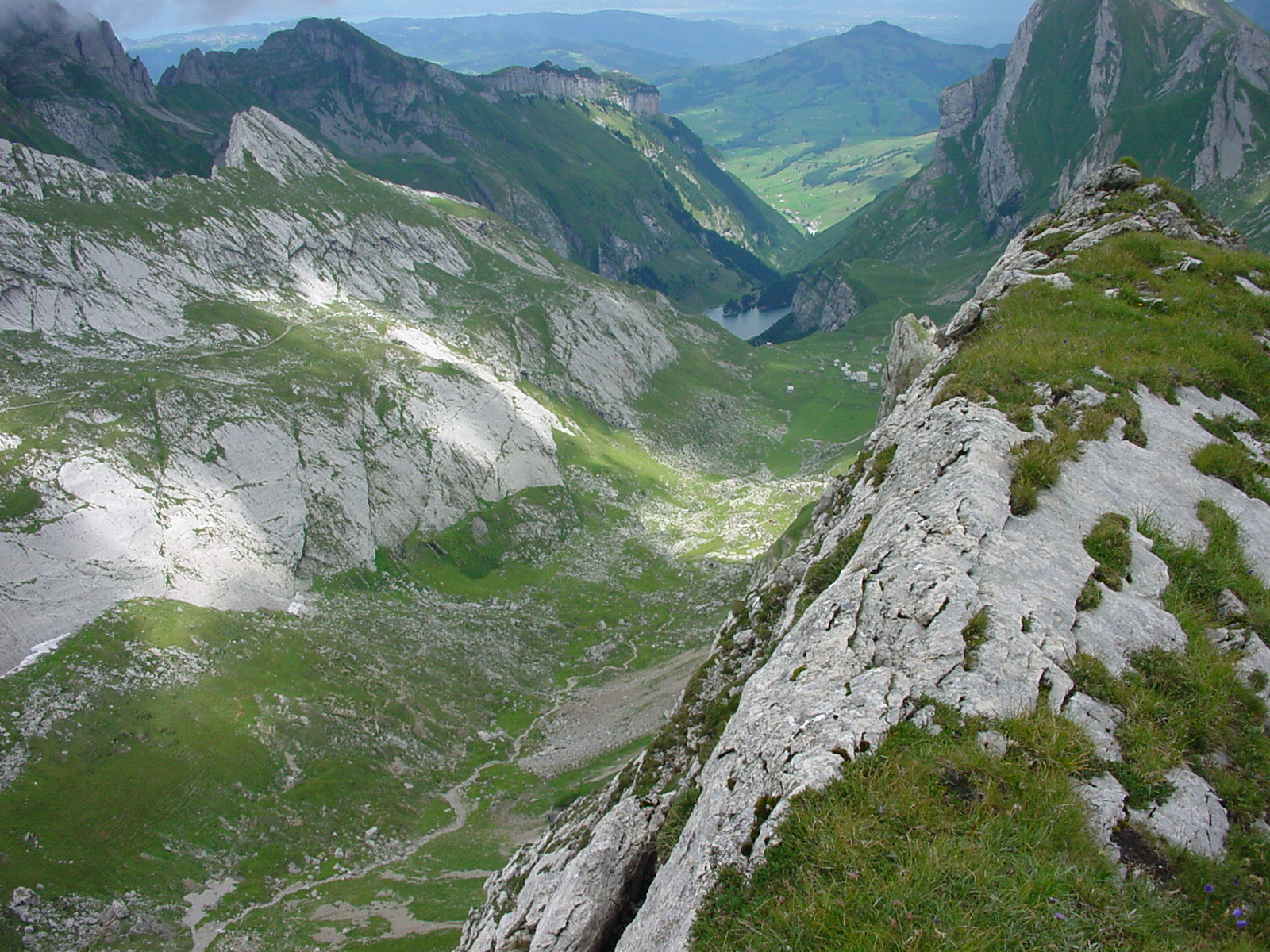
Paysage de l'Alpstein

- Säntis, 2 502 m
- Girenspitz, 2 448 m
- Altmann, 2 435 m
- Gamsberg, 2 385 m
- Fulfirst, 2 384 m
- Wildhuser Schafberg, 2 373 m
- Wisswand, 2 346 m
- Alvier, 2 341 m
- Hinderrugg, 2 306 m
- Brisi, 2 279 m
- Frümsel, 2 267 m
- Zuestoll, 2 235 m
- Margelchopf, 2 163 m
- Silberplatten, 2 158 m
- Schibestoll, 2 136 m
- Leistchamm, 2 101 m
- Gamser Rugg, 2 076 m
- Kreuzberge, 2 065 m
- Lütispitz, 1 987 m
- Speer, 1 950 m
- Mattstock, 1 934 m
- Schäfler, 1 924 m
- Federispitz, 1 865 m
- Gonzen, 1 830 m
- Hoher Kasten, 1 793 m
- Gulmen, 1 789 m
- Stockberg, 1 781 m
- Kronberg, 1 663 m
- Ebenalp, 1 640 m
- Hochalp, 1 521 m

### Autres sommets remarquables
- Tanzboden, 1 443 m
- Chrüzegg, 1 314 m
- Gäbris, 1 247 m
- Hörnli, 1 132 m
- Köbelisberg, 1 131 m
- Bachtel, 1 115 m

## Géologie
Contrairement aux autres massifs des Alpes centrales, en Suisse et en Italie, les Préalpes appenzelloises sont constituées uniquement de roches sédimentaires (calcaires).

## Activités

### Stations de sports d'hiver
- Alt Sankt Johann
- Amden
- Gonten
- Krummenau
- Rüte
- Schönengrund
- Schwende
- Urnäsch
- Wildhaus